# 鄭大同
鄭大同（1499年—1566年），字皆吾，號于野，福建興化府莆田縣人，軍籍，明朝政治人物。

## 生平
嘉靖四年（1525年）乙酉科福建鄉試第三十三名舉人，嘉靖八年（1529年）中式己丑科會試第九十七名，三甲第五名進士。初授行人司行人，十六年十二月選授吏科給事中，二十四年四月升工科右給事中，二十五年四月升吏科左給事中，九月陞吏科都給事中。二十六年十二月升南京通政使司右通政，三十一年十二月升南京太僕寺卿，三十二年十月升南京太常寺卿，三十三年五月升南京大理寺卿，三十四年九月官至刑部右侍郎。因平反吏部尚書李默獄，失嚴嵩意，又因所取進士楊繼盛多次彈劾嚴嵩，最終在嘉靖三十五年（1556年）三月被嚴嵩以星變為由罷免。從其孫鄭鳴珂之請，萬曆四十六年（1618年），追賜祭葬。

## 著作
有《居俟堂集》。
- 尋武夷舊遊[5]

五十年來三度遊，洞天依舊枕丹丘。
秋山日帶浮煙薄，曉澗雲隨曲水流。
采秀有人來藥圃，尋源無路問漁舟。
斜陽未倦探奇興，猶借天遊一榻留。

## 家族
南宋狀元鄭僑之後。曾祖鄭商，壽官；祖父鄭崇；父鄭瑲，母陳氏。重慶下。兄鄭大賓，弟鄭大田、鄭大河。
從弟鄭絅，同榜進士。